# 오산화 이아이오딘
오산화 아이오딘(Iodine pentoxide, 구조식:I2O5)은 산소의 아이오딘화물이다. 이 산화 아이오딘는 아이오딘산의 무수물이다.
이것은 200 °C의 건조공기에서 아이오딘산을 건조함으로써 만들어진다.:
2HIO3 → I2O5 + H2O

## 구조

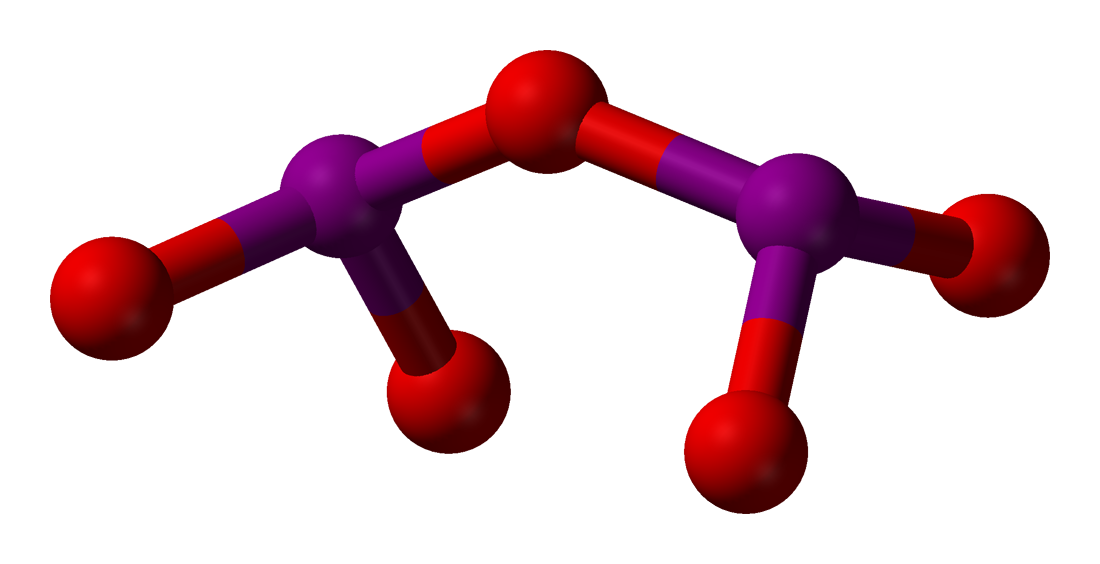
오산화 아이오딘의 3차원 구조

I2O5 은 결합각이 139.2°이다..

## 분해
오산화 아이오딘은 실온에서 일산화탄소와 결합해서 이산화탄소와 아이오딘을 생성한다.
5CO + I2O5 → I2 + 5CO2